# Луань Бо
Луа́нь Бо (кит. упр. 栾波, пиньинь Luán Bō; род. 16 апреля 1965, Харбин) — китайская фигуристка и тренер.
В годы соревновательной карьеры Луань выступала в парном катании в дуэте с Яо Бинем. Луань и Яо, катавшиеся вместе с 1979 года, были участниками трёх чемпионатов мира (1980—1982), где финишировали пятнадцатыми, одиннадцатыми и тринадцатыми соответственно. В 1983 году они завоевали бронзовые награды Всемирных университетских игр. В следующем году в рамках Олимпиады в Сараево пара заняла последнее место, после чего Яо завершил карьеру фигуриста.
Луань, вслед за партнёром, тоже ушла из спорта. Далее она окончила Харбинский университет физической культуры и спорта. С 1989 года работала тренером в родном Харбине, а в 2006 году стала одним из наставников сборной Китая по фигурному катанию. Как тренер, Луань более всего известна по продолжительному сотрудничеству со спортивной парой Суй Вэньцзин и Хань Цун. Помимо них под руководством Луань катались фигуристы-парники Юй Сяоюй и Цзинь Ян, а также одиночница Чжу Цюин.